# Saxifraga decipiens
Saxifraga decipiens är en stenbräckeväxtart som beskrevs av Jakob Friedrich Ehrhart. Saxifraga decipiens ingår i Bräckesläktet som ingår i familjen stenbräckeväxter. Inga underarter finns listade i Catalogue of Life.

## Bildgalleri

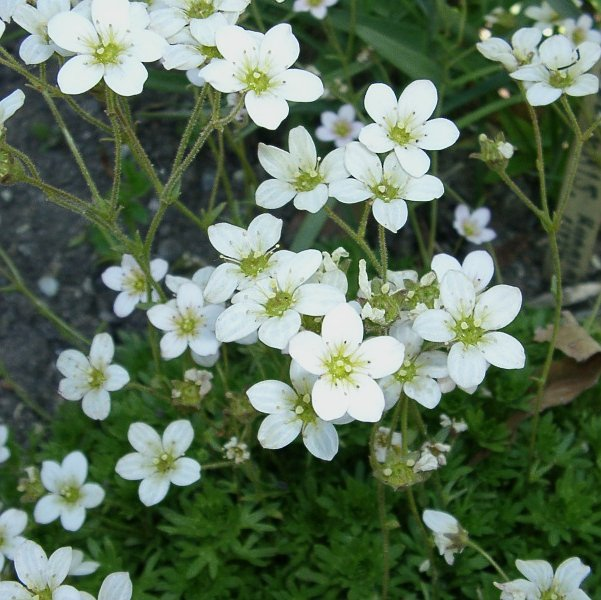
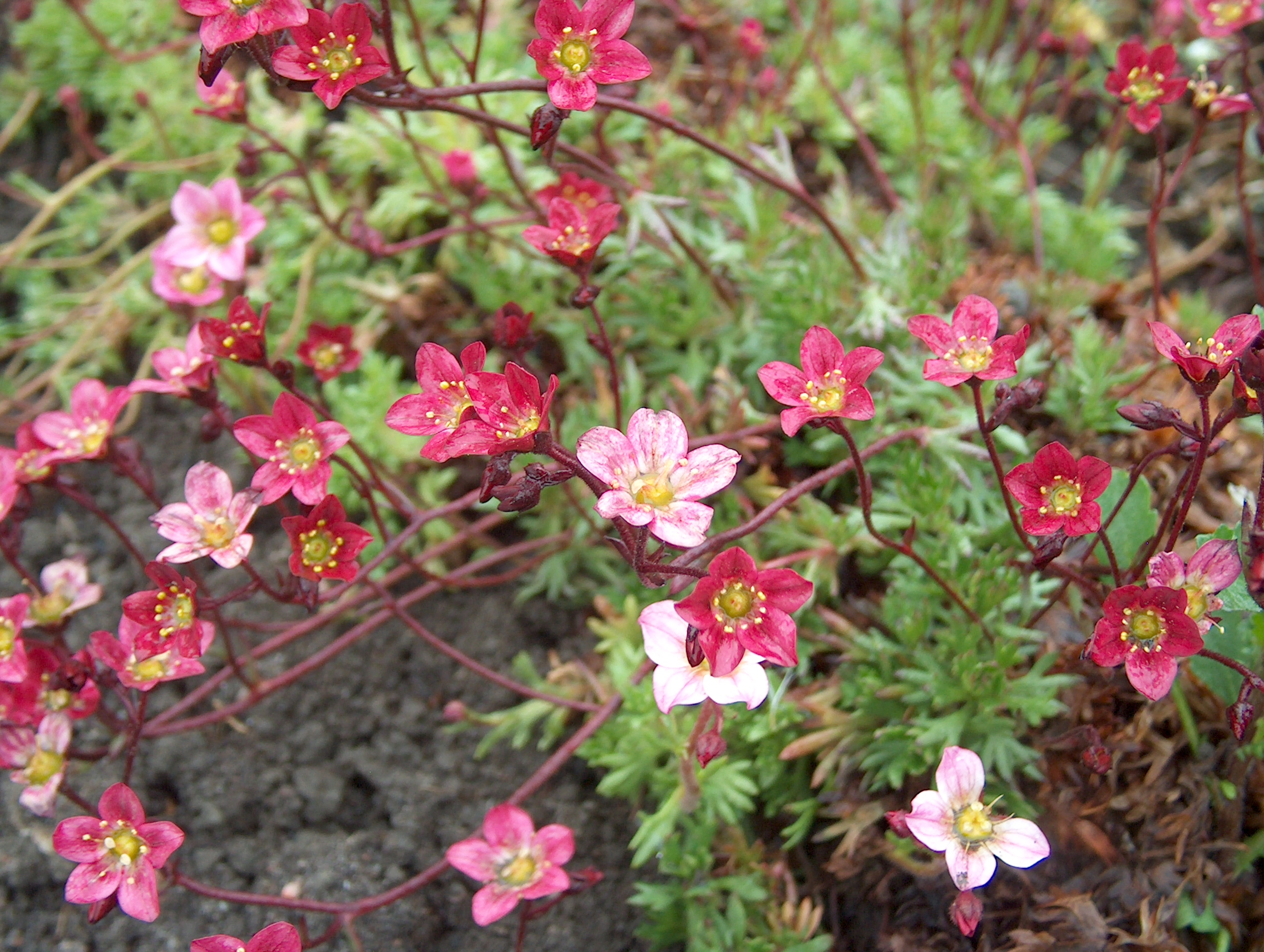
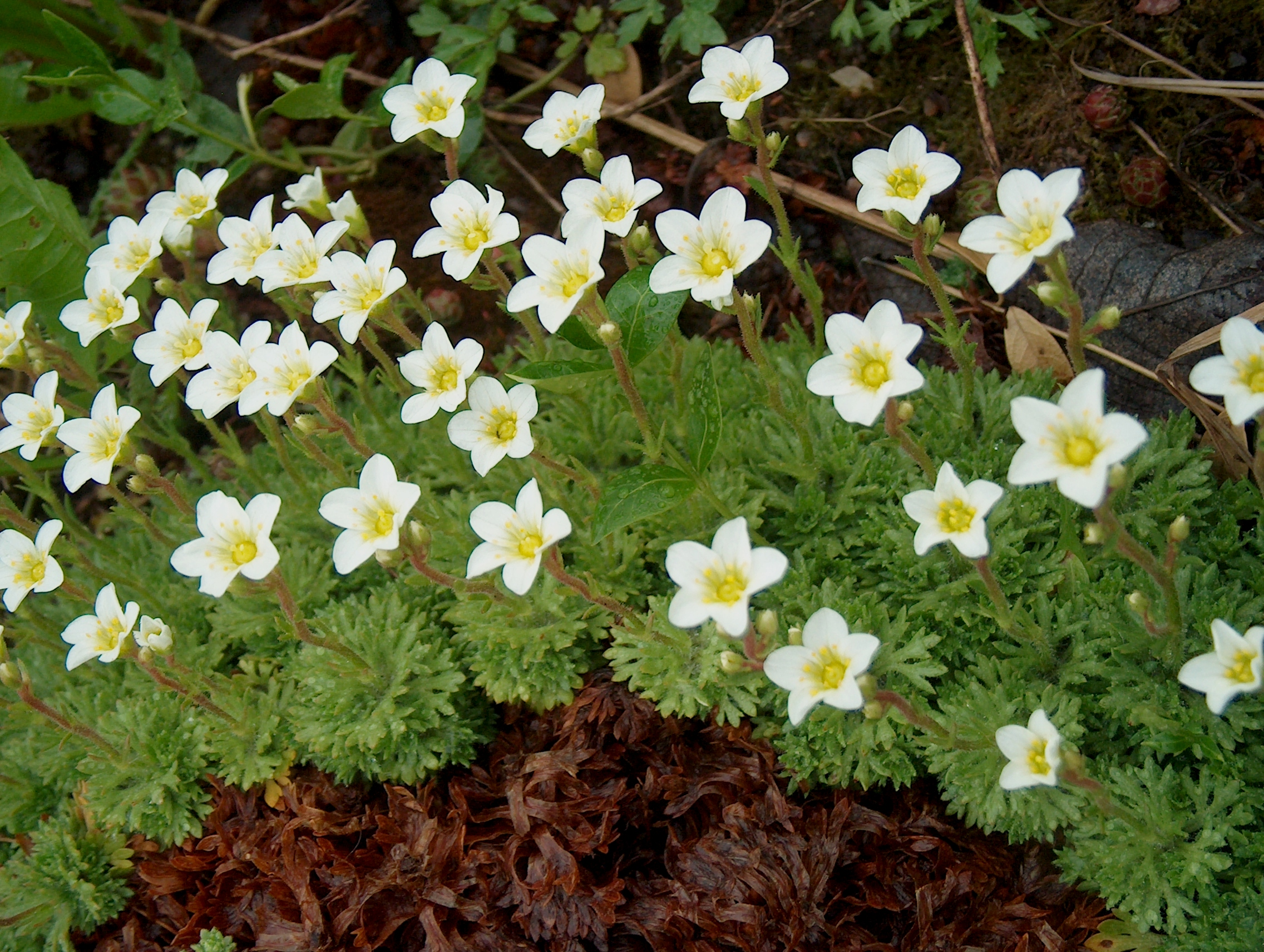
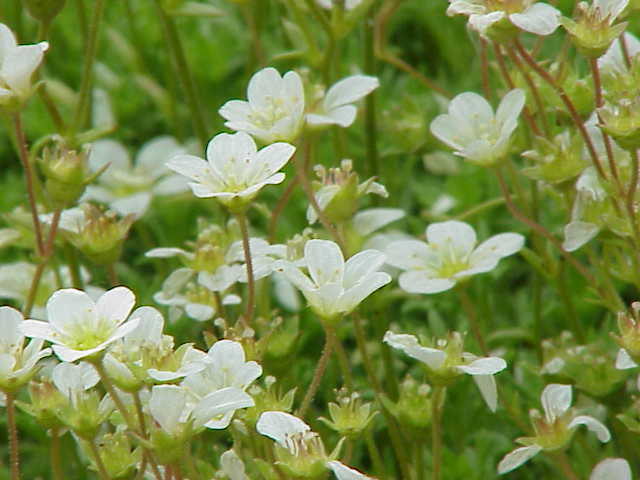
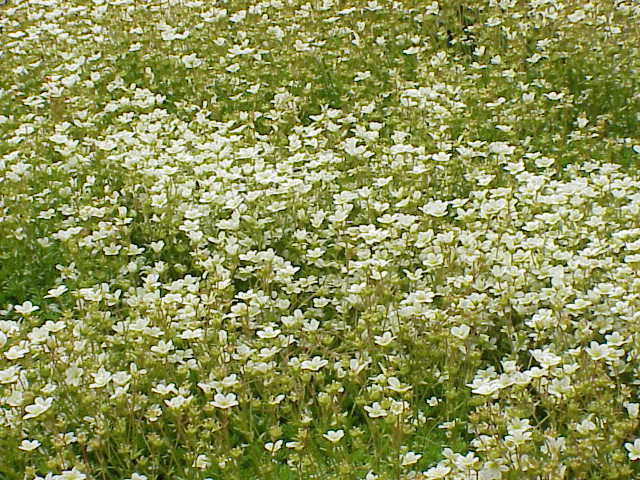